# 서병주 (1885년)
서병주(徐炳柱, 1885년 10월 6일 ~ 1956년 3월 18일)는 일제강점기의 관료로, 본적은 경상북도 대구부 삼덕동이다. 일제 강점기 당시 대구 지역의 대지주이자 지역 유력자 가운데 한 사람이었다. 본관은 달성(達城)이다.

## 생애
1913년 2월 6일 도로 용지로 사용될 토지를 기부한 대가로 조선총독부로부터 목배 1개를 받았으며 1921년 4월 2일 매일신보사가 주최한 내지관광단(內地觀光團)에 참가했다. 1923년 11월 대구부협의원으로 임명되었고 1925년 9월 13일 대구 동민회가 주최한 농업시찰단에 참가했다. 1925년부터 1937년까지 조양무진(朝陽無盡)주식회사 이사를 역임했으며 1927년 4월 1일 대구부 학교조합평의원으로 선임되었다. 1927년 8월 29일 연호제수리조합(蓮湖堤水利組合) 창립위원으로 선임되었고 1931년부터 1939년까지 연호제수리조합(蓮湖堤水利組合) 조합장과 해안수리조합(解顔水利組合) 조합장을 역임했다.
1932년 10월 1일 영남명덕회(嶺南明德會) 이사로 선임되었으며 1933년 5월 11일과 1937년 5월 11일 경상북도 관선 도회의원으로 선출되었다. 1938년 11월 경북지주생산보국회(慶北地主生産報國會)를 조직했고 1939년 경북무진(慶北無盡)주식회사 이사, 경북상공(慶北商工)주식회사 이사, 경북흥산(慶北興産)주식회사 이사를 역임했다. 1939년 6월 3일부터 1940년 8월 3일까지 조선총독부 중추원 참의를 역임했으며 1939년 11월 조선유도연합회 평의원으로 선임되었다. 1940년 4월 25일부터 5월 17일까지 경상북도회 중국경제시찰단에 참가했으며 1940년 5월 일본적십자사로부터 유공장을 받았다.
1940년 6월 15일 대구지방법원 주최로 열린 창씨좌담회에 참석하기도 했지만 1940년 10월 2일 인삼 암거래 혐의로 법원으로부터 징역 6개월과 벌금 6,000원 판결을 선고받은 뒤 모든 공직에서 물러났다. 광복 이후인 1949년 3월 1일 반민족행위특별조사위원회 경북지부를 방문한 자리에서 자신을 반민피의자로 조사해 줄 것을 요청하고 자수하였다는 기록이 전해진다. 친일파 708인 명단의 중추원 부문, 민족문제연구소의 친일인명사전 수록자 명단의 중추원 부문, 친일반민족행위진상규명위원회가 발표한 친일반민족행위 705인 명단에 포함되었다.

## 참고자료
- 친일반민족행위진상규명위원회 (2009). 〈서병주〉. 《친일반민족행위진상규명 보고서 Ⅳ-8》. 서울. 207~215쪽.